# Beverly Hills, 90210 (1.ª temporada)
A primeira temporada de Beverly Hills, 90210, uma série de televisão norte-americana de drama adolescente, começou a ser exibida em 4 de outubro de 1990 na rede de televisão Fox. A temporada terminou em 9 de maio de 1991 após 22 episódios. A série segue os gêmeos Brandon e Brenda Walsh durante o segundo ano do ensino médio enquanto lidam com questões cotidianas de adolescentes como boatos, pressão de colegas, furtos, sexo, ação afirmativa, famílias disfuncionais, câncer, dificuldades de aprendizagem, estupro, abuso de álcool e AIDS.
A primeira temporada foi ao ar nas noites de quinta-feira nos Estados Unidos, com uma média de 14,2 milhões de telespectadores por semana. A temporada foi lançada em DVD como um conjunto de seis discos sob o título de Beverly Hills, 90210: The Complete First Season em 2006 pela Paramount Home Entertainment. Foi produzida pela Propaganda Films, 90210 Productions, Torand Productions e Spelling Television. A série foi criada por Darren Star, com Aaron Spelling como produtor executivo.

## Enredo
A série acompanha os gêmeos fraternos, Brandon e Brenda Walsh, que se mudam com seus pais de Minneapolis, Minnesota para a luxuosa cidade de Beverly Hills, na Califórnia, e começam seu primeiro ano no West Beverly Hills High School. À primeira vista, parece que seus colegas ricos têm tudo, mas com o passar do tempo, eles aprendem rapidamente que nem tudo é o que parece, deixando os irmãos Walsh para apreciar o que eles têm em casa enquanto aprendem sobre a diferença entre a imagem e realidade.

## Elenco e personagens

### Principal
- Jason Priestley como Brandon Walsh (22 episódios)
- Shannen Doherty como Brenda Walsh (22 episódios)
- Jennie Garth como Kelly Taylor (22 episódios)
- Ian Ziering como Steve Sanders (20 episódios)
- Gabrielle Carteris como Andrea Zuckerman (20 episódios)
- Luke Perry como Dylan McKay (16 episódios)
- Brian Austin Green como David Prata (18 episódios)
- Douglas Emerson como Scott Scanlon (14 episódios)
- Tori Spelling como Donna Martin (20 episódios)
- Carol Potter como Cindy Walsh (22 episódios)
- James Eckhouse como Jim Walsh (20 episódios)

### Recorrente
- Joe E. Tata como Nat Bussichio (10 episódios)

## Episódios
| N.º na série | N.º na temp. | Título                            | Dirigido por      | Escrito por                     | Exibição original       | Cód. de produção | Audiência (milhões) |
| ------------ | ------------ | --------------------------------- | ----------------- | ------------------------------- | ----------------------- | ---------------- | ------------------- |
| 1            | 1            | "Class of Beverly Hills"          | Tim Hunter        | Darren Star                     | 4 de outubro de 1990    | –                | 11,0                |
| 2            | 2            | "The Green Room"                  | Michael Uno       | David Stenn                     | 11 de outubro de 1990   | 2190001          | 10,2                |
| 3            | 3            | "Every Dream Has Its Price (Tag)" | Catlin Adams      | Amy Spies                       | 18 de outubro de 1990   | 2190002          | 7,8                 |
| 4            | 4            | "The First Time"                  | Bethany Rooney    | Darren Star                     | 25 de outubro de 1990   | 2190003          | 7,6                 |
| 5            | 5            | "One on One"                      | Artie Mandelberg  | Charles Rosin                   | 1 de novembro de 1990   | 2190004          | 8,1                 |
| 6            | 6            | "Higher Education"                | Artie Mandelberg  | Jordan Budde                    | 15 de novembro de 1990  | 2190005          | 7,6                 |
| 7            | 7            | "Perfect Mom"                     | Bethany Rooney    | Darren Star                     | 22 de novembro de 1990  | 2190006          | 6,6                 |
| 8            | 8            | "The 17 Year Itch"                | Jefferson Kibbee  | Amy Spies                       | 29 de novembro de 1990  | 2190007          | 6,2                 |
| 9            | 9            | "The Gentle Art of Listening"     | Dan Attias        | Charles Rosin                   | 6 de dezembro de 1990   | 2190008          | 8,0                 |
| 10           | 10           | "Isn't it Romantic?"              | Nancy Malone      | Charles Rosin                   | 3 de janeiro de 1991    | 2190009          | 7,7                 |
| 11           | 11           | "B.Y.O.B."                        | Miles Watkins     | Jordan Budde                    | 10 de janeiro de 1991   | 2190010          | 9,1                 |
| 12           | 12           | "One Man and a Baby"              | Burt Brinckerhoff | Amy Spies                       | 24 de janeiro de 1991   | 2190011          | 9,9                 |
| 13           | 13           | "Slumber Party"                   | Charles Braverman | Darren Star                     | 31 de janeiro de 1991   | 2190012          | 11,0                |
| 14           | 14           | "East Side Story"                 | Dan Attias        | Charles Rosin                   | 14 de fevereiro de 1991 | 2190013          | 9,9                 |
| 15           | 15           | "A Fling in Palm Springs"         | Jefferson Kibbee  | Jordan Budde                    | 21 defevereiro de 1991  | 2190014          | 10,3                |
| 16           | 16           | "Fame is Where You Find It"       | Paul Schneider    | Charles Rosin & Karen Rosin     | 28 de fevereiro de 1991 | 2190015          | 10,0                |
| 17           | 17           | "Stand (Up) and Deliver"          | Burt Brinckerhoff | Amy Spies                       | 7 de março de 1991      | 2190016          | 9,5                 |
| 18           | 18           | "It's Only a Test"                | Charles Braverman | Darren Star                     | 28 de março de 1991     | 2190017          | 12,8                |
| 19           | 19           | "April is the Cruelest Month"     | Dan Attias        | Steve Wasserman & Jessica Klein | 11 de abril de 1991     | 2190018          | 11,3                |
| 20           | 20           | "Spring Training"                 | Burt Brinckerhoff | Charles Rosin                   | 25 de abril de 1991     | 2190019          | 10,5                |
| 21           | 21           | "Spring Dance"                    | Darren Star       | Darren Star                     | 2 de maio de 1991       | 2190020          | 12,9                |
| 22           | 22           | "Home Again"                      | Charles Braverman | Amy Spies                       | 9 de maio de 1991       | 2190021          | 15,0                |